# Il n'y a plus de héros au numéro que vous demandez

Il n'y a plus de héros au numéro que vous demandez est un téléfilm fantastique français réalisé par Pierre Chabartier, diffusé en 1980.

## Synopsis
Au début des années 80, Hubert Petit Pont, petit commerçant esseulé, collectionne les objets anciens et insolites. Aux Puces il chine un vieux téléphone de campagne datant de la Grande Guerre. Il le répare et l’utilise. Le téléphone lui permet de communiquer avec un jeune lieutenant d'infanterie encerclé par les allemands, soixante-six ans plus tôt, en 1914. Celui-ci, croyant parler avec l’un de ses supérieurs, lui demande de l'aide. En enquêtant aux archives, à une réunion d'anciens combattants, Hubert Petit Pont retrouve la trace du lieutenant Plantin. Il se prend au jeu et, peu à peu, s'identifie à un général de la Première Guerre mondiale et donne des ordres au jeune lieutenant.  

## Fiche technique
- Titre : Il n'y a plus de héros au numéro que vous demandez
- Réalisation : Pierre Chabartier
- Scénario : Pierre Chabartier
- Pays d'origine :  France
- Format : couleur
- Durée : 65 minutes
- Genre : Fantastique, Voyage dans le temps
- Dates de sortie :
  -  France : 5 décembre 1980

## Distribution
- Serge Reggiani : Hubert Petit-Pont
- Hélène Vallier : Georgette Petit-Pont
- Claire Maurier : L'antiquaire
- Léo Campion : Le général
- Artus de Penguern : Le militaire
- Pierre Risch : Le colonel Lecorgeux
- Lionel Parlier : Jean-Luc
- Christiane Jean : Florence